# Шалом, папик!
«Шалом, папик!» (англ. Shiva Baby) — полнометражная комедия положений, главную роль в которой исполнила актриса и стендап-комик Рэйчел Сеннотт. 
В сентябре 2020 года фильм был показан на Международном кинофестивале в Торонто. Премьера картины в российских онлайн-кинотеатрах состоялась 8 июля 2021 года.

## Синопсис
Дерзкая студентка Даниэль оказывается в крайне неловкой ситуации, когда на еврейские поминки, где она находится с родителями и их друзьями, заявляется её женатый папик. Чтобы сохранить свои тайны, девушке придётся выкручиваться, балансируя на грани безумия и паники. Однако оказывается, что и её взрослому любовнику есть, что скрывать. Поминки запомнятся всем надолго…

## В ролях
- Рэйчел Сеннотт – Даниэль
- Молли Гордон – Майя
- Полли Дрэйпер – Дебби
- Дэнни Деферрари – Макс
- Фред Меламед – Джоэл
- Диана Агрон – Ким
- Глайнис Белл – Катрин
- Рита Гарднер – миссис Бронштейн

## Производство
Фильм является полнометражной адаптацией одноименного короткого метра 2018 года, который Эмма Селигман сняла в качестве дипломного проекта во время учебы в Нью-Йоркском университете. История выросла из личного опыта режиссера.

«В то время некоторые из моих подруг были содержанками, да и я сама, как многие нью-йоркские девушки, некоторое время увлекалась подобным… <  >… Я выросла в еврейской общине и побывала на нескольких поминках. Меня всегда поражало то, что, несмотря на скорбный повод, люди, как ни в чём не бывало, едят закуски, жалуются друг другу на жизнь, хвастаются детьми, задают обескураживающие вопросы и беспощадно нарушают границы личного пространства».— Эмма Селигман, режиссёр

## Маркетинг
Локализованный трейлер фильма был опубликован в сети 25 июня 2021 года.

## Критика
Текущий рейтинг фильма на Rotten Tomatoes составляет 97%.
«Динамичная, прекрасно поставленная комедия-фарс с острым еврейским юмором». Variety
«Замечательная волнующая комедия с великолепной Рэйчел Сеннотт в роли девушки, у которой день как-то сразу не задался». Daily Telegraph
«Комедия ошибок с нежным психотическим подтекстом». The Times
«Уморительная симфония, в которой сплелись комедия, напряжение и унижение». The Playlist

## Награды
Победа:
- «Лучший фильм» на фестивале независимого кино в Мемфисе
- «Исключительный сценарий» на американском ЛГБТ-кинофестивале «Аутфест»

Номинация:
- «Лучший канадский фильм» на Международном кинофестивале в Торонто
- Гран-при жюри в категории «Лучший фильм» на фестивале SXSW
- Специальное гран-при на фестивале американского кино в Довилле
- Премия Американского независимого кинематографа на кинофестивале в Денвере
- «Лучший международный фильм» на Международном кинофестивале в Калгари
- «Лучший фильм» в международной программе кинофестиваля в Мар-дель-Плата»[10].